# Edward Alfred Cockayne
Edward Alfred Cockayne OBE, född 3 oktober 1880 Sheffield, Storbritannien, död 28 november 1956 i Tring, var en brittisk entomolog och läkare specialiserad på ärftliga sjukdomar hos barn. Sjukdomen Cockaynes syndrom är uppkallad efter honom.